# Port Washington (Ohio)
Port Washington és una població dels Estats Units a l'estat d'Ohio. Segons el cens del 2000 tenia 552 habitants.

## Demografia
Segons el cens del 2000, Port Washington tenia 552 habitants, 204 habitatges, i 161 famílies. La densitat de població era de 417,9 habitants per km².
Dels 204 habitatges en un 35,3% hi vivien nens de menys de 18 anys, en un 67,6% hi vivien parelles casades, en un 9,3% dones solteres, i en un 20,6% no eren unitats familiars. En el 16,7% dels habitatges hi vivien persones soles el 6,4% de les quals corresponia a persones de 65 anys o més que vivien soles. El nombre mitjà de persones vivint en cada habitatge era de 2,71 i el nombre mitjà de persones que vivien en cada família era de 3,02.
Per edats la població es repartia de la següent manera: un 25,2% tenia menys de 18 anys, un 8,5% entre 18 i 24, un 31,7% entre 25 i 44, un 24,3% de 45 a 60 i un 10,3% 65 anys o més.
L'edat mediana era de 37 anys. Per cada 100 dones de 18 o més anys hi havia 93,9 homes.
La renda mediana per habitatge era de 36.111 $ i la renda mediana per família de 37.344 $. Els homes tenien una renda mediana de 28.750 $ mentre que les dones 18.173 $. La renda per capita de la població era de 13.674 $. Aproximadament el 2,3% de les famílies i el 6,1% de la població estaven per davall del llindar de pobresa.

## Poblacions més properes
El següent diagrama mostra les poblacions més properes.